# Јамајка на Светском првенству у атлетици на отвореном 2015.
Јамајка је учествовала на Светском првенству у атлетици на отвореном 2015. одржаном у Пекингу од 22. до 30. августа петнаести пут, односно учествовала је на свим првенствима до данас. Јамајка је пријавила 52 учесника (26 мушкарца и 26 жене) у 23 дисциплина (11 мушких и 12 женских).,
На овом првенству Јамајка је по броју освојених медаља заузела 2. место са 12 освојених медаља (7 златних, 2 сребрне и 3 бронзане). Поред медаља, Јамајка је остварила и следеће резултате: 1 рекорд светских првенстава, 5 светских резултата сезоне, 2 национална рекорда, 3 национална рекорда сезоне, 10 личних рекорда и 12 личних резултата сезоне. У табели успешности према броју и пласману такмичара који су учествовали у финалним такмичењима (првих 8 такмичара) Јамајка је са 27 учесника у финалу заузела 3. место са освојена 132 бода.
| Плас. | Земља   | 1. место | 2. место | 3. место | 4. место | 5. место | 6. место | 7. место | 8. место | Бр. финал. | Бод. |
| ----- | ------- | -------- | -------- | -------- | -------- | -------- | -------- | -------- | -------- | ---------- | ---- |
| 3.    | Јамајка | 7        | 2        | 3        | 3        | 3        | 2        | 4        | 3        | 27         | 132  |

## Учесници
| Мушкарци: - Јусејн Болт — 100 м, 200 м, 4х100 м - Никел Ашмид — 100 м, 200 м, 4х100 м - Асафа Пауел — 100 м, 4х100 м - Рашид Двајер — 4х100 м - Џулијан Форте — 200 м - Ворен Вир — 200 м - Џавон Франсис — 400 м, 4х400 м - Рашин Макдоналд — 400 м, 4х400 м - Peter Matthews — 400 м, 4х400 м - Кемој Кембел — 5.000 м - Омар Маклеод — 110 м препоне - Хансл Парчмент — 110 м препоне - Ендру Рајли — 110 м препоне - Роксрој Като — 400 м препоне - Лефорд Грин — 400 м препоне - Ансерт Вајт — 400 м препоне - Тикуендо Трејси — 4х100 м - Неста Картер — 4х100 м - Рикардо Чамберс — 4х400 м - Jonia McDonald — 4х400 м - Dane Hyatt — 4х400 м - Дамар Форб — Скок удаљ - О’Дејн Ричардс — Бацање кугле - Fedrick Dacres — Бацање диска - Џејсон Морган — Бацање диска - Чад Рајт — Бацање диска | Жене: - Шели-Ен Фрејзер-Прајс — 100 м, 200 м, 4х100 м - Вероника Кембел-Браун — 100 м, 200 м, 4х100 м - Шерон Симпсон — 100 м, 200 м, 4х100 м - Наташа Морисон — 100 м, 4х100 м - Елејн Томпсон — 200 м, 4х100 м - Кристин Деј — 400 м, 4х400 м - Шерика Џексон — 400 м, 4х400 м - Новлин Вилијамс-Милс — 400 м, 4х400 м - Стефани Ен Макферсон — 400 м, 4х400 м - Симоја Кембел — 800 м - Natoya Goule — 800 м - Aisha Praught — 1.500 м, 3.000 м препреке - Кимберли Лаинг — 100 м препоне - Данијела Вилијамс — 100 м препоне - Шермејн Вилијамс — 100 м препоне - Janieve Russell — 400 м препоне - Калис Спенсер — 400 м препоне - Шевон Стодарт — 400 м препоне - Ристанана Трејси — 400 м препоне - Керон Стјуарт — 4х100 м - Анастасија Ле-Рој — 4х400 м - Chrisann Gordon — 4х400 м - Кимберли Вилијамс — Троскок - Шаника Томас — Троскок - Даниел Томас — Бацање кугле - Salcia Slack — Седмобој |  |

## Освајачи медаља (12)

### Злато (7)
| (М) - Јусејн Болт — 100 м - Јусејн Болт — 200 м - Неста Картер, Асафа Пауел, Никел Ашмид, Јусејн Болт, Рашид Двајер — штафета 4 х 100 м | (Ж) - Шели Ен Фрејзер-Прајс — 100 м - Данијела Вилијамс — 100 м препоне - Вероника Кембел-Браун, Наташа Морисон, Керон Стјуарт, Шели-Ен Фрејзер-Прајс, Шерон Симпсон — штафета 4 х 100 м - Кристин Деј, Шерика Џексон, Стефани Ен Макферсон, Новлин Вилијамс-Милс, Анастасија Ле-Рој, Крисан Гордон — штафета 4 х 400 м |

### Сребро (2)
| (М) - Хансл Парчмент — 110 м препоне | (Ж) - Елејн Томпсон — 200 м |

### Бронза (3)
| (М) - О’Дејн Ричардс — Бацање кугле | (Ж) - Вероника Кембел-Браун — 200 м - Шерика Џексон — 400 м |

## Резултати

### Мушкарци
| Атлетичар                                                                   | Дисциплина    | Лични рекорд           | Предтакмичење | Предтакмичење | Квалификације         | Квалификације        | Полуфинале                                | Полуфинале   | Финале                                      | Финале       | Детаљи                                      |
| Атлетичар                                                                   | Дисциплина    | Лични рекорд           | Резултат      | Место         | Резултат              | Место                | Резултат                                  | Место        | Резултат                                    | Место        | Детаљи                                      |
| --------------------------------------------------------------------------- | ------------- | ---------------------- | ------------- | ------------- | --------------------- | -------------------- | ----------------------------------------- | ------------ | ------------------------------------------- | ------------ | ------------------------------------------- |
| Јусејн Болт                                                                 | 100 м         | 9,58 (+0,9 м/с) СР,НР  | слободни      | слободни      | 9,96 КВ               | 1. у гр. 7           | 9,96 КВ                                   | 1. у гр. 1   | 9,79 ЛРС                                    |              | Архивирано на веб-сајту (23. август 2015)   |
| Никел Ашмид                                                                 | 100 м         | 9,90                   | слободни      | слободни      | 10,19 КВ              | 2. у гр. 2           | 10,06                                     | 6. у гр. 2   | Није се квалификовао                        | 14 / 68 (72) | Архивирано на веб-сајту (26. новембар 2015) |
| Асафа Пауел                                                                 | 100 м         | 9,72                   | слободни      | слободни      | 9,95 КВ               | 1. у гр. 1           | 9,97 КВ                                   | 2. у гр. 3   | 10,00                                       | 7 / 68 (72)  | Архивирано на веб-сајту (23. август 2015)   |
| Јусејн Болт                                                                 | 200 м         | 19,19 (-0,3 м/с) СР,НР |               |               | 2,28 КВ               | 1. у гр. 3           | 19,95 КВ, ЛРС                             | 1. у гр. 3   | 19,55 СРС                                   |              |                                             |
| Никел Ашмид                                                                 | 200 м         | 19,85                  | 20,40 КВ      | 3. у гр. 4    | 20,19 КВ              | 2. у гр. 1           | 20,33                                     | 8 / 54 (60)  |                                             |              |                                             |
| Џулијан Форте                                                               | 200 м         | 20,04                  | 20,16 КВ      | 2. у гр. 5    | 20,57                 | 8. у гр. 2           | Нису се квалификовали                     | 23 / 54 (60) |                                             |              |                                             |
| Ворен Вир                                                                   | 200 м         | 19,79                  | 20,24 КВ, ЛРС | 2. у гр. 6    | 20,45                 | 7. у гр. 1           | Нису се квалификовали                     | 18 / 54 (60) |                                             |              |                                             |
| Џавон Франсис                                                               | 400 м         | 44,50                  | 44,83         | 2. у гр. 3    | 44,77                 | 4. у гр. 3           | Нису се квалификовали                     | 12 / 44 (45) | Архивирано на веб-сајту (26. август 2015)   |              |                                             |
| Рашин Макдоналд                                                             | 400 м         | 44,60                  | 43,93 КВ, НР  | 2. у гр. 2    | 44,86                 | 6. у гр. 2           | Нису се квалификовали                     | 15 / 44 (45) | Архивирано на веб-сајту (26. август 2015)   |              |                                             |
| Peter Matthews                                                              | 400 м         | 45,24                  | 44,69 кв, ЛР  | 4. у гр. 2    | 45,42                 | 8. у гр. 1           | Нису се квалификовали                     | 22 / 44 (45) | Архивирано на веб-сајту (26. август 2015)   |              |                                             |
| Кемој Кембел                                                                | 5.000 м       | 13:20,39               | 14:00,55      | 15. у гр. 1   |                       |                      | Нису се квалификовали                     | 31 / 39 (41) | Архивирано на веб-сајту (30. април 2018)    |              |                                             |
| Омар Маклеод                                                                | 110 м препоне | 12,97                  | 13,43 КВ      | 2. у гр. 1    | 13,14 КВ              | 2. у гр. 2           | 13,18                                     | 6 / 37 (42)  | Архивирано на веб-сајту (28. август 2015)   |              |                                             |
| Хансл Парчмент                                                              | 110 м препоне | 12,94 (+0,8 м/с) НР    | 13,33 КВ      | 1. у гр. 4    | 13,16 КВ              | 2. у гр. 1           | 13,03                                     |              | Архивирано на веб-сајту (28. август 2015)   |              |                                             |
| Ендру Рајли                                                                 | 110 м препоне | 13,14                  | 13.43 КВ      | 2. у гр. 2    | 13,43                 | 5. у гр. 3           | Није се квалификовао                      | 16 / 37 (42) | Архивирано на веб-сајту (29. август 2015)   |              |                                             |
| Роксрој Като                                                                | 400 м препоне | 48,48                  | 49,47         | 6.у гр. 1     | Није се квалификовао  | Није се квалификовао | Није се квалификовао                      | 25 / 40 (44) | Архивирано на веб-сајту (29. април 2018)    |              |                                             |
| Лефорд Грин                                                                 | 400 м препоне | 48,47                  | 49,33 кв      | 5. у гр. 2    | 49,59                 | 6. у гр. 3           | Нису се квалификовали                     | 20 / 40 (44) | Архивирано на веб-сајту (26. новембар 2015) |              |                                             |
| Ансерт Вајт                                                                 | 400 м препоне | 48,58                  | 49,10 КВ      | 4. у гр. 3    | 48,90 ЛРС             | 7. у гр. 1           | Нису се квалификовали                     | 16 / 40 (44) | Архивирано на веб-сајту (26. новембар 2015) |              |                                             |
| Неста Картер* Асафа Пауел Никел Ашмид² Јусејн Болт² Рашид Двајер*           | 4 х 100 м     | 36,84 НР               | 37,41 НРС     | 1. у гр. 2    |                       |                      | 37,36 СРС                                 |              |                                             |              |                                             |
| Peter Matthews² Рикардо Чамберс Рашин Макдоналд² Џавон Франсис² Dane Hyatt* | 4 х 400 м     | 2:56,75 НР             | 2:58:69 НРС   | 3. у гр. 2    | 2:58:51 НРС           | 4 / 15 (16)          |                                           |              |                                             |              |                                             |
| Дамар Форб                                                                  | Скок удаљ     | 8,25                   | 7,62          | 13. у гр. А   | Није се квалификовао  | 26 / 28 (32)         | Архивирано на веб-сајту (26. август 2015) |              |                                             |              |                                             |
| О’Дејн Ричардс                                                              | Бацање кугле  | 21,69 НР               | 20,55 кв      | 4. у гр. Б    | 21,69 =НР             |                      |                                           |              |                                             |              |                                             |
| Fedrick Dacres                                                              | Бацање диска  | 66,75                  | 65,77 КВ      | 1. у гр. А    | 64,22                 | 7 / 30 (31)          |                                           |              |                                             |              |                                             |
| Џејсон Морган                                                               | Бацање диска  | 68,19                  | 60,85         | 8. у гр. Б    | Нису се квалификовали | 22 / 30 (31)         |                                           |              |                                             |              |                                             |
| Чад Рајт                                                                    | Бацање диска  | 65,03                  | 61,53         | 7. у гр. Б    | Нису се квалификовали | 17 / 30 (31)         |                                           |              |                                             |              |                                             |

- Атлетичари у штафети означени једном звездицом учествовали су квалификацијама а такмичари означени са две звездице су били резерва.
- Атлетичари означени бројем учествовали су у више дисциплина.

### Жене
| Атлетичарка                                                                                               | Дисциплина       | Лични рекорд        | Квалификације       | Квалификације    | Полуфинале            | Полуфинале            | Финале                                      | Финале                | Детаљи                                      |
| Атлетичарка                                                                                               | Дисциплина       | Лични рекорд        | Резултат            | Место            | Резултат              | Место                 | Резултат                                    | Место                 | Детаљи                                      |
| --- | ---------------- | ------------------- | ------------------- | ---------------- | --------------------- | --------------------- | ------------------------------------------- | --------------------- | ------------------------------------------- |
| Шели Ен Фрејзер-Прајс                                                                                     | 100 м            | 10,70 (+0,1 м/с) НР | 10,88 (+2,3 м/с) КВ | 1. у гр. 4       | 10,82 КВ              | 1. у гр. 1            | 10,76                                       |                       | Архивирано на веб-сајту (25. август 2015)   |
| Вероника Кембел-Браун                                                                                     | 100 м            | 10,76               | 11,04 КВ            | 2. у гр. 1       | 10,89 КВ, ЛРС         | 2. у гр.3             | 10,91                                       | 4 / 52 (54)           | Архивирано на веб-сајту (25. август 2015)   |
| Шерон Симпсон                                                                                             | 100 м            | 10,82               | 11,22 КВ            | 3. у гр. 6       | 11,06                 | 4. у гр. 1            | Није се квалификовала                       | 11 / 52 (54)          | Архивирано на веб-сајту (29. новембар 2015) |
| Наташа Морисон                                                                                            | 100 м            | 11,03               | 11,08 КВ            | 2. у гр. 2       | 10,96 кв, ЛР          | 3. у гр. 2            | 11,02                                       | 7 / 52 (54)           | Архивирано на веб-сајту (25. август 2015)   |
| Вероника Кембел-Браун                                                                                     | 200 м            | 21,74               | 22,79 КБ            | 1. у гр. 5       | 22,47 кв, ЛРС         | 3. у гр. 3            | 21,97 ЛРС                                   |                       | Архивирано на веб-сајту (28. август 2015)   |
| Шерон Симпсон                                                                                             | 200 м            | 22,00               | 22,52 КВ, ЛРС       | 2. у гр. 7       | 22,53 КВ              | 2. у гр. 2            | 22,50 ЛРС                                   | 8 / 49 (51)           | Архивирано на веб-сајту (28. август 2015)   |
| Елејн Томпсон                                                                                             | 200 м            | 22,10               | 22,78 КБ            | 1. у гр. 4       | 22,13 КВ              | 1. у гр. 1            | 21,66 ЛР                                    |                       | Архивирано на веб-сајту (28. август 2015)   |
| Кристин Деј                                                                                               | 400 м            | 50,16               | 50,58 КВ            | 1. у гр. 3       | 50,82 КВ              | 2. у гр. 1            | 50,14 ЛР                                    | 4 / 41 (42)           | Архивирано на веб-сајту (27. август 2015)   |
| Шерика Џексон                                                                                             | 400 м            | 50,31               | 50,41 КВ            | 2. у гр. 5       | 50,03 КВ, ЛР          | 2. у гр. 3            | 49,99 ЛР                                    |                       | Архивирано на веб-сајту (27. август 2015)   |
| Новлин Вилијамс-Милс                                                                                      | 400 м            | 49,63               | 51,38 КВ, ЛРС       | 2. у гр. 6       | 50,47 кв, ЛРС         | 3. у гр. 3            | 50,47 =ЛРС                                  | 6 / 41 (42)           | Архивирано на веб-сајту (27. август 2015)   |
| Стефани Ен Макферсон                                                                                      | 400 м            | 49,92               | 50,34 КВ, ЛРС       | 1. у гр. 4       | 50,32 КВ, ЛРС         | 2. у гр. 2            | 50,42                                       | 5 / 41 (42)           | Архивирано на веб-сајту (27. август 2015)   |
| Симоја Кембел                                                                                             | 800 м            | 1:59,26             | 2:01,43             | 5. у гр. 4       | Нису се квалификовале | Нису се квалификовале | Нису се квалификовале                       | 28 / 44 (45)          | Архивирано на веб-сајту (28. август 2015)   |
| Natoya Goule                                                                                              | 800 м            | 1:59,63             | 2:02.37             | 4. у гр. 5       | Нису се квалификовале | Нису се квалификовале | Нису се квалификовале                       | 28 / 44 (45)          | Архивирано на веб-сајту (28. август 2015)   |
| Aisha Praught                                                                                             | 3.000 м препреке | 9:34,69             | Дисквалификована    | Дисквалификована | Није се квалификовала | Није се квалификовала | Није се квалификовала                       | Није се квалификовала | Архивирано на веб-сајту (15. децембар 2015) |
| Кимберли Лаинг                                                                                            | 100 м препоне    | 12,89               | 13,10 КВ            | 6. у гр. 3       | 13,00                 | 5. у гр. 2            | Није се квалификовала                       | 16 / 33 (37)          | Архивирано на веб-сајту (31. август 2015)   |
| Данијела Вилијамс                                                                                         | 100 м препоне    | 12,69               | 12,77 КВ            | 1. у гр. 1       | 12,58 КВ, ЛР          | 1. у гр. 1            | 12,57 ЛР                                    |                       |                                             |
| Шермејн Вилијамс                                                                                          | 100 м препоне    | 12,78               | 12,78 КВ, =ЛР       | 2. у гр. 4       | 12,86 КВ              | 2. у гр. 3            | 12,95                                       | 8 / 33 (37)           |                                             |
| Janieve Russell                                                                                           | 400 м препоне    | 54,75               | 55,09 КВ            | 1. у гр. 5       | 54,78 КВ, ЛРС         | 2. у гр. 3            | 54,64 ЛР                                    | 5 / 36 (37)           | Архивирано на веб-сајту (27. август 2015)   |
| Калис Спенсер                                                                                             | 400 м препоне    | 52,79               | 55,03 КВ            | 1. у гр. 1       | 54,45 КВ              | 2. у гр. 2            | 55,47                                       | 8 / 36 (37)           | Архивирано на веб-сајту (27. август 2015)   |
| Шевон Стодарт                                                                                             | 400 м препоне    | 54,47               | 56,60               | 5. у гр. 4       | Нису се квалификовале | Нису се квалификовале | Нису се квалификовале                       | 27 / 36 (37)          |                                             |
| Ристанана Трејси                                                                                          | 400 м препоне    | 54,52               | 57,06               | 7. у гр. 3       | Нису се квалификовале | Нису се квалификовале | Нису се квалификовале                       | 30 / 36 (37)          |                                             |
| Вероника Кембел-Браун² Наташа Морисон² Керон Стјуарт Шели-Ен Фрејзер-Прајс² Шерон Симпсон²                | 4 х 100 м        | 41,41 НР            | 41,84 КВ, СРС       | 1. у гр. 1       |                       |                       | 41,07 РП, СРС                               |                       |                                             |
| Кристин Деј² Шерика Џексон² Стефани Ен Макферсон² Новлин Вилијамс-Милс² Анастасија Ле-Рој* Крисан Гордон* | 4 х 400 м        | 3:18,71 НР          | 3:23,62 КВ          | 2. у гр. 1       | 3:19,13 СРС           |                       | Архивирано на веб-сајту (30. август 2015)   |                       |                                             |
| Кимберли Вилијамс                                                                                         | Троскок          | 14,62               | 14,23 кв            | 3. у гр. А       | 14,45                 | 5 / 27 (28)           | Архивирано на веб-сајту (3. септембар 2015) |                       |                                             |
| Шаника Томас                                                                                              | Троскок          | 14,53               | 14,05 кв            | 4. угр. Б        | 14,08                 | 11 / 27 (28)          | Архивирано на веб-сајту (3. септембар 2015) |                       |                                             |
| Даниел Томас                                                                                              | Бацање кугле     | 17,76               | 15,17               | 12 у гр. А       | Није се квалификовала | 22 / 24               |                                             |                       |                                             |

- Атлетичарке у штафети означене са једном звездицом су учествовале у квалификацијама трке штафета.
- Атлетичарке означене бројем 2 су учествовале у више дисциплина.

#### Седмобој
| Дисциплина    | Salcia Slack Архивирано на веб-сајту (25. август 2015) | Salcia Slack Архивирано на веб-сајту (25. август 2015) | Salcia Slack Архивирано на веб-сајту (25. август 2015) | Salcia Slack Архивирано на веб-сајту (25. август 2015) | Salcia Slack Архивирано на веб-сајту (25. август 2015) | Salcia Slack Архивирано на веб-сајту (25. август 2015) |
| Дисциплина    | Лич. рек.                                              | Резултат                                               | Бод.                                                   | Плас.                                                  | Укупно                                                 | Плас.                                                  |
| ------------- | ------------------------------------------------------ | ------------------------------------------------------ | ------------------------------------------------------ | ------------------------------------------------------ | ------------------------------------------------------ | ------------------------------------------------------ |
| 100 м препоне | 13,68                                                  | 13,98                                                  | 981                                                    | 26.                                                    |                                                        |                                                        |
| Скок увис     | 1,65                                                   | 1,62                                                   | 759                                                    | 33.                                                    | 1.740                                                  | 31.                                                    |
| Бацање кугле  | 14,99                                                  | 13,53                                                  | 763                                                    | 19.                                                    | 2.503                                                  | 30.                                                    |
| 200 м         | 23,92                                                  | 24,73                                                  | 912                                                    | 19.                                                    | 3.415                                                  | 28.                                                    |
| Скок удаљ     | 6,06                                                   | 5,54                                                   | 712                                                    | 29.                                                    | 4.127                                                  | 27.                                                    |
| Бацање копља  | 44,87                                                  | 36,11                                                  | 593                                                    | 28.                                                    | 4.720                                                  | 28.                                                    |
| 800 м         | 2:14,34                                                | НС                                                     |                                                        |                                                        |                                                        |                                                        |
| Седмобој      | 6.141                                                  |                                                        |                                                        |                                                        | НЗ                                                     |                                                        |